# 張國穎
張國穎（英語：Margaret Cheung，1984年8月8日—），於澳洲長大，2004年畢業於澳洲昆士蘭科技大學創意工業系。香港音樂劇演員及歌者，曾參演《四川好人》、《一屋寶貝》、《梁祝的繼承者們》、《蔓珠莎華》、《舞步青雲 A Chorus Line》、《喜靈州…分享夜》等音樂劇，並憑後者而獲提名第二十屆香港舞台劇獎最佳女配角(喜劇/鬧劇)提名。

## 演藝生涯
2008年完成香港演藝學院戲劇學院文憑課程，並獲07-08年度優異學生獎。畢業後活躍於香港音樂劇界，演出包括 Hong Kong Singers《My Fair Lady》、《Anything Goes》& 《The Full Monty》、Baz&Maz《Pippin》、焦媛實驗劇團《野玫瑰之戀》、《我的快樂時代》(2011年首演，2013年重演) 和《語無麟次》(重演)、春天舞台《仙樂飄飄處處聞》和《蔓珠莎華 2012》、香港藝術節《六月戀人》、大舞台劇團《風之后》、林澤群實現劇場《One Night in Falsettoland in Concert》、音樂劇作．Musical Trio （页面存档备份，存于）《邊緣戀曲 （页面存档备份，存于）》、香港話劇團《奇幻聖誔夜》(重演)、演戲家族《一屋寶貝》(首演) 和 《四川好人》(2011年重演) 及《美麗的1天》、Theatre Noir《動物農莊》及 劇場空間《舞步青雲》和《喜靈州…分享夜》。
其他歌唱及舞蹈演出包括《許冠英．朱咪咪金童玉女響屯門》、《麗莎與鄭錦昌演唱會》、《鄧瑞霞 70年代國語金曲導賞音樂會》,《波叔時代的EYT扮野騷》及 《北區濃情音樂會》。也曾參與演出電影《無聲風鈴》及電視劇《法網群英》。

## 個人生活
張氏醉心音樂，師承啤老師(馮夏賢)， 也在2011年於Guildhall School of Music and Drama進修爵士及搖滾樂。曾數度接受香港演藝學院爵士樂隊邀請當歌手及鼓手；在fullcupmusic與兩位戲劇學院的同班同學合辦《張氏三寶 What's on your mind音樂會》及在《陳潔靈x葉麗儀x姚珏：「萬般情．弦．今晚夜」演唱會》與Orange人聲樂團當客席演出者，及在「一舖清唱」和「Soho Collective」當客席歌手。曾為《TVB蘇Good第二季》主題曲作錄音演唱。
熱心教育工作，在2009年創辦「Take A Bow Co.」，為學校籌辦音樂劇及戲劇課程。安排學生在本校及各大場館演出，大型製作有2010年為庇理羅士女子中學編導英語音樂劇《Dream On》，於柴灣青年廣場Y綜藝館公開演出兩場。此外亦獲邀數個社區音樂劇作歌唱指導。

## 演出作品
| 年份 | 合作單位                                      | 片名                                     | 角色                     |
| ---- | --------------------------------------------- | ---------------------------------------- | ------------------------ |
| 2006 | Hong Kong Singers                             | 《My Fair Lady》                         |                          |
| 2007 | Hong Kong Singers                             | 《The Full Monty》                       |                          |
| 2008 | Hong Kong Singers                             | 《Anything Goes》                        |                          |
| 2008 | 焦媛實驗劇團                                  | 《野玫瑰之戀》                           |                          |
| 2008 | Baz&Maz                                       | 《Pippin》                               |                          |
| 2009 | 春天舞台                                      | 《仙樂飄飄處處聞》                       | 男爵夫人、修女           |
| 2009 | 演戲家族                                      | 《一屋寶貝》(首演)                       | 柳曉子                   |
| 2010 | 焦媛實驗劇團                                  | 《語無麟次》(重演)                       |                          |
| 2010 | 劇場空間                                      | 《喜靈州…分享夜》                        | 郭教長                   |
| 2010 | Theatre Noir                                  | 《動物農莊》                             | Dog                      |
| 2011 | 焦媛實驗劇團                                  | 《我的快樂時代》                         | Vicky                    |
| 2011 | 林澤群實現劇場                                | 《One Night in Falsettoland in Concert》 | Dr. Charlotte            |
| 2011 | 香港話劇團                                    | 《奇幻聖誔夜》(重演)                     |                          |
| 2011 | 演戲家族                                      | 《四川好人》(2011年重演)                 | 沈德、水大               |
| 2012 | 春天舞台                                      | 《蔓珠莎華 2012》                        | 一代歌后                 |
| 2012 | 香港藝術節                                    | 《六月戀人》                             |                          |
| 2012 | 大舞台劇團                                    | 《風之后》                               | 李麗珊                   |
| 2012 | 音樂劇作．Musical Trio （页面存档备份，存于） | 《邊緣戀曲 （页面存档备份，存于）》      | Caitlyn                  |
| 2012 | 演戲家族                                      | 《一屋寶貝》(演唱會)                     | 柳曉子                   |
| 2013 | 演戲家族                                      | 《美麗的1天》                            | 美麗                     |
| 2013 | 劇場空間                                      | 《舞步青雲》                             | Diana Morales            |
| 2013 |                                               | 《Good Morning Hong Kong》               | Marigold                 |
| 2013 | 演戲家族圍讀音樂劇                            | 《穿Kenzo的女人》                        | Martha                   |
| 2013 | Frankie Ho & Friends                          | 《Cabaret W.A.R.》                       |                          |
| 2013 | 焦媛實驗劇團                                  | 《我的快樂時代》(重演)                   |                          |
| 2013 | 一舖清唱                                      | 《夜夜欠笙哥》                           |                          |
| 2014 | 香港小交響樂團 X 演戲家族                     | 《一屋寶貝音樂廳》                       | 柳曉子                   |
| 2014 | 非常林奕華                                    | 《梁祝的繼承者們》                       | 祝英台                   |
| 2014 | 焦媛實驗劇團                                  | 《野玫瑰之戀》(重演)                     |                          |
| 2014 | 春天舞台                                      | 《輝煌》                                 | 姚麗華                   |
| 2014 | Orange                                        | 《你，唱得喜？II》                       |                          |
| 2015 | 春天舞台                                      | 《輝煌》(重演)                           | 姚麗華                   |
| 2015 | 藝堅峰                                        | 《Show名係最難諗㗎！》                   | Heidi                    |
| 2015 | 演戲家族                                      | 《天堂之後》                             | 醫生                     |
| 2015 | 演戲家族                                      | 《戀愛輕飄飄》                           | Jessica/Monica/Bianca    |
| 2015 | 《The 3 Singing Bitches》                     |                                          |                          |
| 2015 | 一路青空                                      | 《忍者BB班》                             |                          |
| 2015 | 風車草劇團                                    | 《忙與盲的奮鬥時代》                     |                          |
| 2016 | 香港中文大學合唱團                            | 《演戲家族的合唱故事》                   | 旁白、獨唱               |
| 2016 | 非常林奕華                                    | 《梁祝的繼承者們》（中國大陸及台灣巡演） | 祝英台                   |
| 2016 | 香港小交響樂團 X 演戲家族                     | 《一屋寶貝》音樂廳 （重演）              | 柳曉子                   |
| 2016 | 演戲家族                                      | 《仲夏夜之夢》                           | 夏夢娜                   |
| 2016 | 劇場空間                                      | 《喜靈洲修女之帶著矛盾去葡京》           | 郭教長                   |
| 2016 | 結界達人                                      | 《Electric Girl》                        | 歌唱指導                 |
| 2016 | 春天實驗劇團                                  | 《仙樂飄飄處處聞》                       | 男爵夫人、修女、歌唱指導 |

| 年份 | 片名     | 角色 |
| ---- | -------- | ---- |
| 2010 | 法網群英 | 護士 |

| 年份 | 片名     | 角色       |
| ---- | -------- | ---------- |
| 2009 | 無聲風鈴 | 酒吧女客人 |

## 外部連結
- 張國穎的網站 （页面存档备份，存于）
- 張國穎的Facebook專頁
- 張國穎的Facebook專頁（用戶頁）